# ピアノ四重奏曲 (吉松隆)
ピアノ四重奏曲『アルリシャ』は、吉松隆が1987年に今までに作曲してきた、星、天使、鳥の作品群の集大成として作曲したピアノ四重奏曲である。初演はその年の8月26日に第8回草津音楽祭にて初演された。

## 解説
7楽章からなり、4楽章と5楽章は続けて演奏される。全曲で約17分。フルート、ヴァイオリン、チェロ、ピアノという編成は作曲者の個展においてデジタルバード組曲と併せて演奏するために選ばれた。しかしこうした形式の室内楽作品はシリーズ化することはなかったが、多楽章形式で楽章ごとに様式が異なる構成は、後に発表されたカムイチカプ交響曲で生かされている。第4楽章は独立して演奏されもしており、サクソフォーンとピアノによる版がある。
- 第1楽章 「北の魚と西の魚」
- 第2楽章 「傾いた星座」
- 第3楽章 「ダイヤモンドの狂気」
- 第4楽章 「融けてゆく夢」
- 第5楽章 「鳥たちの乾いた舞曲」
- 第6楽章 「虹の対位法」
- 第7楽章 「天使たちのコーダ」